# Citronsyracykeln
Citronsyracykeln, även känd som Krebs cykel och trikarboxylsyracykeln, är en serie biokemiska reaktioner i levande celler. Citronsyracykeln är ett led i cellens utvinnande av användbar energi ur olika näringsämnen, den så kallade cellandningen. I processen används syre och den karaktäriseras därför som en aerob process. Energin utvinns i form av högenergimolekylerna NADH, FADH2 och GTP (analog till ATP). I människans celler sker citronsyracykeln i mitokondriens matrix.
Utgångsmaterialet för processen är oxalättiksyra och acetyl-CoA.
- Oxalättiksyra återbildas av citronsyracykeln eller bildas av pyruvat.
- Acetyl-CoA produceras genom nedbrytning av aminosyror, fettsyror samt nedbrytning av pyruvat (från kolhydrater).
- Olika karboxylsyror som bildas vid nedbrytning av aminosyror kan gå in i de olika mellanleden i citronsyracykeln (eller så bildas aminosyror av de samma mellanleden).

## Reaktionsöversikt
I samtliga steg är det olika enzymer som katalyserar reaktionerna. I första steget bildas citronsyra som fått ge namn åt hela reaktionscykeln.
1. oxalättiksyra + acetyl-CoA + H2O → citronsyra + CoA
2. citronsyra → isocitronsyra (via akonitsyra)
3. isocitronsyra + NAD+ → α-ketoglutarsyra + CO2 + NADH + H+ (via oxalbärnstenssyra)
4. α-ketoglutarsyra + NAD+ + CoA → succinyl-CoA + CO2 + NADH + H+
5. succinyl-CoA + GDP + Pi → bärnstenssyra + GTP + CoA
(GTP + ADP → GDP + ATP)
6. bärnstenssyra + FAD → fumarsyra + FADH2
7. fumarsyra + H2O → äppelsyra
8. äppelsyra + NAD+ → oxalättiksyra + NADH + H+

Översikt av citronsyracykeln

Oxalättiksyra har återbildats och reaktionen kan börja om. Processen är alltså cyklisk och på ett varv oxideras de två kolatomerna i acetylgruppen till 2 CO2 (steg 3 och 4) med hjälp av 2 H2O (plus en "netto-vattenmolekyl" som "kommer från" GDP + Pi → GTP + H2O).

## Nettogeneration av ATP
Varje acetyl-CoA som går in i TCA-cykeln ger 1 ATP (från GTP), 3 NADH och 1 FADH2. De två sistnämnda går sedan vidare till elektrontransportkedjan där de ger upphov till protontransport över mitokondriemembranet, vilket i slutändan genererar ATP genom oxidativ fosforylering.
Man kan beräkna den totala mängden ATP som genereras, normalt anses NADH ge upphov till 2,5 ATP, och FADH2 ge upphov till 1,5 ATP.
Summan för ATP som genereras blir alltså 10. Anledningen till att NADH ger upphov till ca 2,5 ATP och FADH2 till 1,5 ATP är att elektronerna i NADH har högre energi och därav börjar protontransporten över mitokondriemembranet i ett tidigare skede. 
- 1 GTP som omvandlas till 1 ATP
- 3 NADH som ger upphov till 3 x 2,5 = 7,5 ATP
- 1 FADH2 som ger upphov till 1,5 ATP

Totalt: 10 ATP per acetyl-CoA

## Historia
Citronsyracykeln kallas Krebs cykel efter biokemisten Hans Krebs (1900–1981), som utredde reaktionscykeln på 1930-talet och presenterade dess huvudsakliga delar  1937. Han delade nobelpris i medicin 1953 med Fritz Lipmann, som upptäckt koenzym A.